# Clorofluoreto de metilfosfonilo
Clorofuoreto de metilfosfonila é um agente organofosforado formulado em {\displaystyle {\ce {CH3POClF}}}. 
.